# Résolution 343 du Conseil de sécurité des Nations unies
Membres permanents
- Chine
- États-Unis
- France
- Royaume-Uni
- URSS

Membres non permanents
- Australie
- Autriche
- Guinée
- Indonésie
- Inde
- Kenya
- Panama
- Pérou
- Soudan
- Yougoslavie

Résolution no 342 Résolution no 344
La résolution 343 du Conseil de sécurité des Nations unies fut adoptée le 14 décembre 1973. Après avoir réaffirmé les résolutions antérieures sur le sujet et pris note des récents développements encourageants, le Conseil a prolongé le détachement de la Force des Nations Unies chargée du maintien de la paix à Chypre pour une nouvelle période prenant fin le 15 juin 1974. Le Conseil a également appelé les parties directement concernées à continuer d'agir avec la plus grande retenue et à coopérer pleinement avec la force de maintien de la paix.
La résolution 343 a été adoptée par 14 voix contre zéro, avec une abstention de la république populaire de Chine.

### Sources
- (en) Cet article est partiellement ou en totalité issu de l’article de Wikipédia en anglais intitulé « United Nations Security Council Resolution 343 » (voir la liste des auteurs).

### Texte
- Résolution 343 sur fr.wikisource.org
- Résolution 343 sur en.wikisource.org